# Gra prowansalska

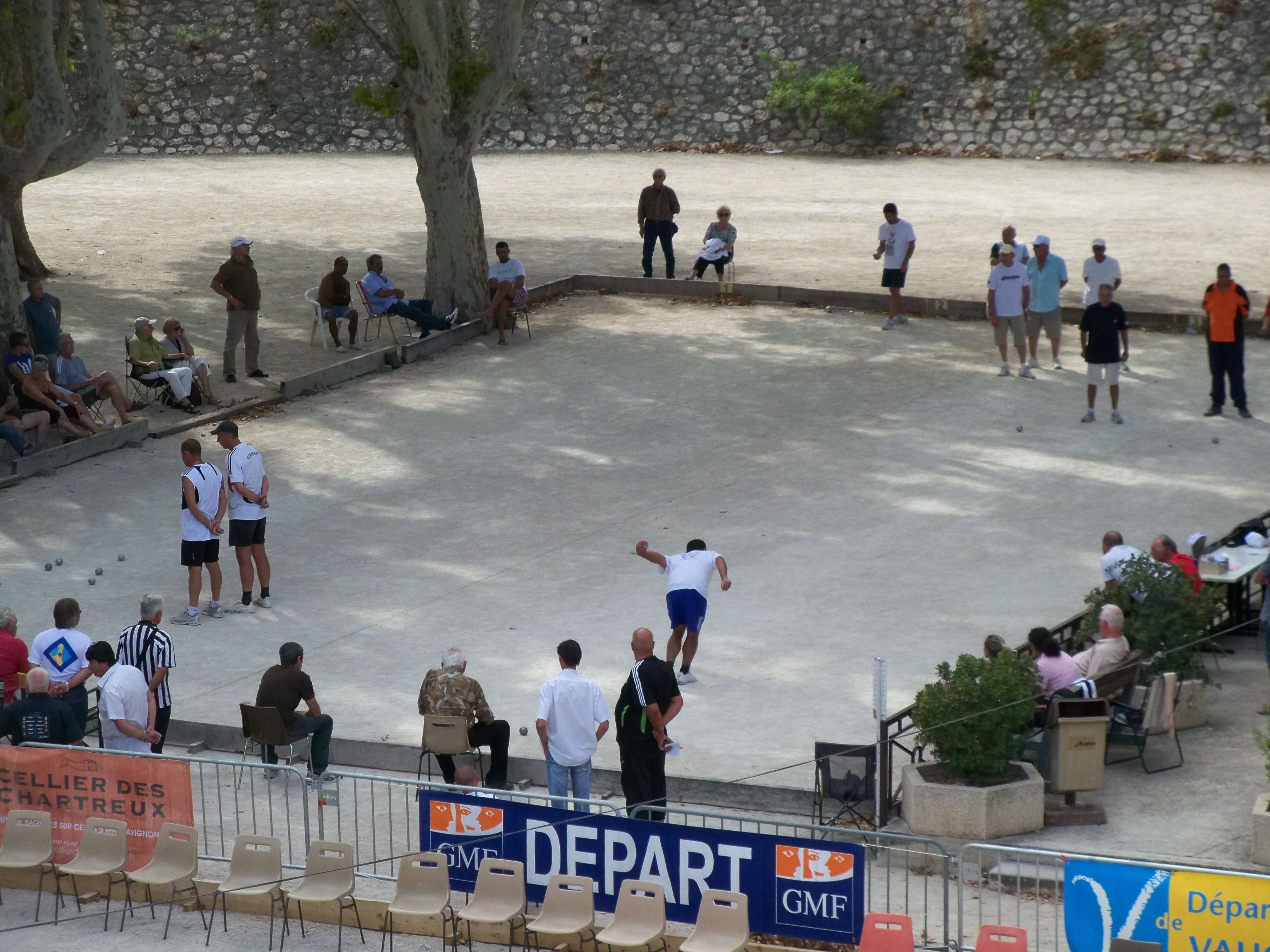

Gra prowansalska (fr. jeu provençal, po prowansalsku Jo de boulo), we Francji też les 3 pas (3 kroki) lub la longue (długość) jest grą z udziałem bul, występującą w Prowansji (Francja). 

## Wstęp
Gra prowansalska jest podobna do pétanque (która z niej się wywodzi) i bul lyońskich, jednak główną różnicą jest rzucanie z rozbiegu, charakterystyczne dla jeu provençal.
Rozbieg sprawia, że gra jest bardziej wymagająca pod względem wysiłkowym od pétanque – popularnej dyscypliny, wywodzącej się bezpośrednio z gry prowansalskiej.
W jeu provençal gra się w następujących regionach i departamentach francuskich: Delta Rodanu, Gard, Vaucluse, Alpy Górnej Prowansji, Alpy Wysokie, Alpy Nadmorskie, Var, Hérault, Aude, Midi-Pireneje, Region Centralny, Île-de-France, Nord, Midi-Pireneje, Franche-Comté.
Oficjalny związek sportowy związany z grą prowansalską to Międzynarodowa Federacja Pétanque i Gry Prowansalskiej (fr. Fédération Internationale de Pétanque et Jeu Provençal).

## Reguły

### Boisko
Boisko ma wymiary 18 × 24 m, jest dwa razy większe niż bulodrom do gry w pétanque.
W Prowansji kolokwialnie mówi się o torze Formuły 1.

### Drużyny
Mecz rozgrywają między sobą dwie drużyny w jednym z trzech możliwych składów:
- single (fr. tête-à-tête) – jeden gracz przeciwko drugiemu, gracze mają po 3 bule;
- dublety – w dwóch zespołach dwuosobowych, każdy gracz ma 3 bule;
- triplety – w dwóch zespołach trzyosobowych, każdy gracz ma 2 bule.

### Cel gry
Celem gry, podobnie jak w innych grach związanych z bulami, jest umieszczenie kul jak najbliżej świnki. Pod względem liczenia punktów gra prowansalska i petanka nie różnią się. Mecz toczy się do 13 punktów.

### Gra
Zawodnik musi przed rzutem zadeklarować, czy będzie ustawiał (puentował), czy wybijał. Zasada ta nie występuje w pétanque. Przy ustawianiu gracz wykonuje 1 krok i oddaje rzut, gdy stoi tylko na jednej nodze. Ta pozycja musi być zachowana do momentu, w którym bula dotknie podłoża.
Przed wybijaniem gracz musi zadeklarować, którą kulę będzie wybijać. Przy strzale przed wyrzuceniem kuli gracz musi wykonać trzy kroki.
Przy nieważnym rzucie (np. wybicie złej kuli lub ustawienie zamiast zamierzonego strzału) sytuacja zostaje zrekonstruowana. Podobna zasada stosowana jest przy grze w bilard.